# Luna (nosná raketa)
Luna (také Vostok-L) byl název jedné z variant nosných raket odvozených od rakety R-7. Index GRAU rakety byl 8K72. Stejně jako u ostatních sovětských nosných raket je název Luna názvem prvého (a jediného) užitečného zatížení. S Lunou bylo v letech 1958 – 1960 provedeno devět startů, z toho pouze tři úspěšné. Roku 1960 byla nahrazena jinou raketou rodiny R-7, raketou Molnija s podstatně vyšší nosností.

## Historie rakety
Raketa Luna byla v podstatě raketou R-7 s přidaným třetím stupněm (blokem E). Cílem úpravy bylo získat nosič schopný vynést sondu k Měsíci. Blok E, vyvinutý pro raketu Luna byl schopen vyvést z oběžné dráhy na dráhu k Měsíci sondu o hmotnosti 280 kg. Nový motor pro blok E – RD-0105 byl vyvinut ve spolupráci konstrukčních kanceláří OKB-1 a OKB-154, vyráběn ve voroněžském závodu při OKB-154. Byl to první sovětský motor schopný zážehu v prostředí beztíže.
Při prvních startech v červenci – prosinci 1958 se v důsledku vibrací rakety rozpadaly ve 102 až 104 sekundě letu. Úspěšný start se podařil až po instalaci hydraulických tlumičů. Přesto raketa spolehlivostí nijak nevynikala.

## Přehled startů
| Výrobní číslo | Užitečné zatížení | Datum startu     | Index COSPARu | Popis letu                                                |
| ------------- | ----------------- | ---------------- | ------------- | --------------------------------------------------------- |
| B1-3          | E-1 č.1           | 23. září 1958    | -             | Havárie rakety.                                           |
| B1-4          | E-1 č.2           | 11. října 1958   | -             | Havárie rakety.                                           |
| B1-5          | E-1 č.3           | 4. prosince 1958 | -             | Havárie rakety.                                           |
| B1-6          | E-1 č.4 (Luna 1)  | 2. ledna 1959    | 1959-012A     | Navedení sondy na dráhu k Měsíci, sonda Měsíc ale minula. |
| I1-7          | E-1A č.5          | 18. června 1959  | -             | Havárie rakety.                                           |
| I1-7B         | E-1A č.6 (Luna 2) | 12. září 1959    | 1959-014A     | Úspěšný zásah Měsíce.                                     |
| I1-8          | E-2A č.1 (Luna 3) | 4. října 1959    | 1959-008A     | Sonda pořídila první fotografie odvrácené strany Měsíce.  |
| L1-9          | E-3 č.1           | 15. dubna 1960   | -             | Havárie rakety.                                           |
| L1-9A         | E-3 č.2           | 19. dubna 1960   | -             | Havárie rakety.                                           |